# Закон сохранения заряда
1. перенаправление Закон сохранения электрического заряда